# Sarritor
Sarritor – rodzaj morskich ryb skorpenokształtnych z rodziny lisicowatych. 

## Klasyfikacja
Gatunki zaliczane do tego rodzaju:
- Sarritor frenatus
- Sarritor knipowitschi
- Sarritor leptorhynchus